# Scarturus caprimulga
Il gerboa dell'Afghanistan (Scarturus caprimulga (Ellerman, 1948)), precedentemente noto come Allactaga caprimulga, è un piccolo roditore saltatore appartenente alla famiglia Dipodidae, sottofamiglia Allactaginae. Questa specie è caratteristica degli ambienti aridi e semi-aridi di Iran e Afghanistan, ed è particolarmente adattata alla vita nel deserto.

## Descrizione
Scarturus caprimulga è facilmente riconoscibile per le sue lunghe orecchie (fino a 5 cm), il corpo snello e gli arti posteriori allungati adattati al salto. La lunghezza testa-corpo è generalmente di 10-13 cm, con una coda lunga e ben sviluppata (fino a 17 cm), dotata di un ciuffo terminale scuro. Il pelame è sabbia-ocra dorsalmente, con regioni ventrali biancastre, una colorazione che favorisce il mimetismo nel paesaggio desertico.

## Biologia
Questa specie è notturna e solitaria, trascorre il giorno in complesse tane scavate nella sabbia. È erbivora-insettivora opportunista: si nutre prevalentemente di semi, germogli e insetti, mostrando flessibilità alimentare in relazione alla disponibilità stagionale. I suoi lunghi arti posteriori le consentono salti agili e rapidi, una strategia efficace per evitare predatori in ambienti aperti e privi di copertura.
La riproduzione avviene tra la primavera e l'estate, con due o tre cucciolate per stagione, ciascuna composta da 3-6 piccoli.
S. caprimulga presenta numerosi adattamenti alla vita desertica, tra cui un'efficiente conservazione dell'acqua (escrezione di urine concentrate e assenza quasi totale di sudorazione) e una termoregolazione comportamentale, per esempio l'attività solo notturna e la permanenza in tane profonde durante le ore più calde.

## Conservazione
Attualmente, S. caprimulga non figura sulla Lista Rossa della IUCN, in quanto in tale sede viene ancora considerato una popolazione del gerboa minore (Scarturus elater). Tuttavia, l'espansione dell'agricoltura, l'estrazione di risorse e il degrado degli habitat desertici potrebbero in futuro rappresentare minacce localizzate.